# Léopold Reichling

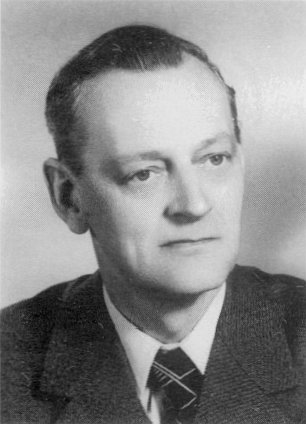
Léopold Reichling < 1968

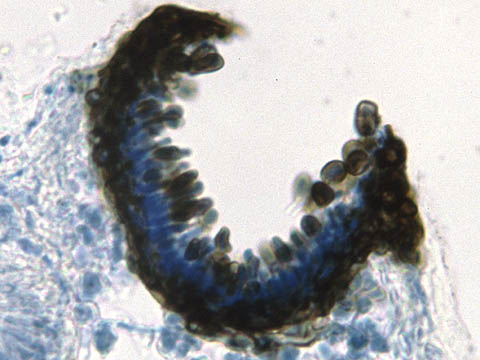
Lichenoconium reichlingii Diederich 1986: Pyknidie mit dunkelbraunen Konidien. Foto: Paul Diederich.

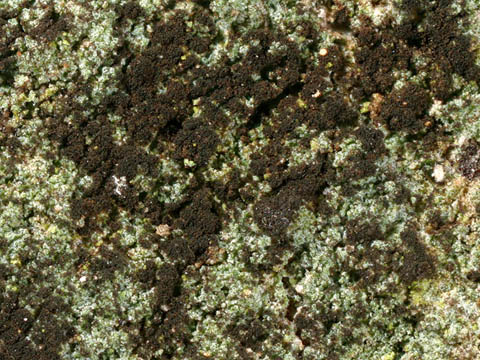
Reichlingia leopoldii Diederich & Scheid., 1996.
Foto: Norbert Stapper.

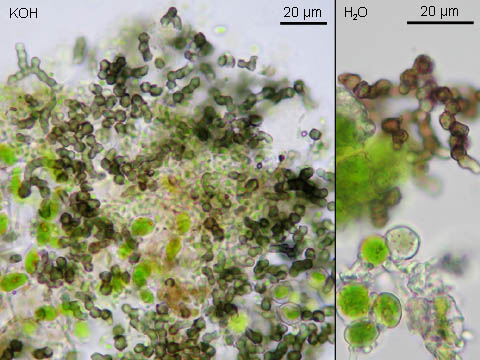
Reichlingia leopoldii Diederich & Scheid., 1996. Details.
Foto: Norbert Stapper.

Léopold Reichling (* 11. März 1921 in Luxemburg; † 2. Mai 2009 in Luxemburg), war ein Luxemburger Botaniker, der aber auch zoologische und naturschützerische Arbeiten publiziert und eine bedeutende Sammlung von steinzeitlichen Artefakten aus Luxemburg zusammengetragen hat.

## Leben
Léopold Reichling begann seine Karriere 1949 als Biologielehrer am Lycée de Garçons in Luxemburg. 1957 wurde er Professor für Botanik an den Cours Supérieurs de Luxembourg. Reichling gilt als der Pionier der Luxemburger Phytosoziologie und als eminenter Erforscher der Luxemburger Flora. Nach seiner Pensionierung im Jahre 1981 hat er sich außerdem intensiv mit der Untersuchung der Luxemburger Wanzen beschäftigt.
Er war Präsident der Société des naturalistes luxembourgeois (SNL) (1962–1968) und der Naturschutzorganisation Natura. 1997 erhielt er den Preis Hëllef fir d'Natur in Anerkennung seiner Verdienste im Bereich der naturwissenschaftlichen Forschung und des Naturschutzes in Luxemburg.

## Taxa
Léopold Reichling sind folgende Taxa gewidmet worden:
- Asplenium ×reichlingii Lawalrée, 1951, eine monströse Form des Farns Asplenium trichomanes;
- Taraxacum reichlingii Soest, 1971, eine Blütenpflanze;
- Lichenoconium reichlingii Diederich, 1986, eine Flechte;
- Reichlingia leopoldii Diederich & Scheid., 1996, ein Pilz.

## Veröffentlichungen (Auswahl)
Botanik
- Reichling, L., 1951. Les forêts du Grès de Luxembourg. Bull. Soc. r. Bot. Belg. 83: 163–212.
- Reichling, L., 1954. L’élément atlantique dans la végétation de la vallée inférieure de l’Ernz noire (G.-D. de Luxembourg). Archs Inst. g.-d. Luxemb., sect. sci. nat., phys. math. N.S. 21: 99–114.
- Reichling, L., 1955. Les Epipactis de la flore luxembourgeoise. Archs Inst. g.-d. Luxemb., sect. sci. nat., phys., math., N.S., 22: 123–145.
- Reichling, L., 1958. Application de cartes à réseau au recensement floristique du Grand-Duché de Luxembourg. Bull. Soc. Nat. Luxemb. 61 (1956): 12–28, Supplément, 16 S.
- Reichling, L., 1965. Die luxemburgischen Standorte des Hautfarns Hymenophyllum tunbrigense (L.) Sm. Ber. Arbeitsgem. sächs. Botan., N.F. 5–6 (1963/64) (1): 141–154
- Reichling, L., 1966. Les Marchantiales-Marchantiineae de la ville de Luxembourg. Bull. Soc. Nat. luxemb. 67: 3–26.
- Reichling, L., 1970. Die Gattung Epipactis in Luxemburg. Jber. naturw. Ver. Wuppertal, 23: 88–97.
- Reichling, L., 1974. In Luxemburg geschützte Pflanzen. Übersicht sowie Anleitung zum Kennenlernen der in Luxemburg geschützten wildwachsenden Pflanzenarten. Natura (éd.), Luxemburg, 23 p.
- Reichling, L., 1981. 30 années d'observations floristiques au Luxembourg, 1949-1979. Bull. Soc. Nat. luxemb. 83–84: 75–95.
- Reichling, L., 1990. Observations floristiques au Luxembourg 1980-1989. Bull. Soc. Nat. luxemb. 90 (1990): 55–70.
- Reichling, L. & R. Thorn (collab.), 1997. Trichomanes speciosum Willd., un mystérieux passager clandestin. Adoxa, No 15/16 (avril 1997): 1–3.

Zoologie
- Reichling, L., 1951. Le Gastéropode Helix aspersa Müller (petit-gris) aux environs de Luxembourg. Bull. Soc. Nat. luxemb. 55: 362–367.
- Reichling, L., 1952. Nouvelles observations du Gastéropode Helix aspersa Müller au Grand-Duché de Luxembourg. Bull. Soc. Nat. luxemb. 56: 24–25.
- Hoffmann, J. & L. Reichling, 1963. Supplément à la faune des Orthoptères du Grand-Duché de Luxembourg. Archs Inst. g.-d. Luxemb., sect. sci. nat., phys. math. N.S. 25 (1962): 129–157.
- Reichling, L. 1984. Hétéroptères du Grand-Duché de Luxembourg. 1. Psallus (Hylopsallus) pseudoplatani n. sp. (Miridae, Phylinae) et espèces apparentées. Travaux Scientifiques du Musée d’Histoire Naturelle de Luxembourg, 4 (1): 1–18.
- Reichling, L., 1985. Hétéroptères du Grand-Duché de Luxembourg. 2. Quelques espèces peu connues, rares ou inattendues. Travaux Scientifiques du Musée d’Histoire Naturelle de Luxembourg, 4 (2): 1–45.
- Reichling, L., 2001. Atlas des hétéroptères non-aquatiques du Luxembourg. Travaux Scientifiques du Musée d’Histoire Naturelle de Luxembourg: 1–134.